# 3012 Minszk
A 3012 Minsk (ideiglenes jelöléssel 1979 QU9) egy kisbolygó a Naprendszerben. Nyikolaj Sztyepanovics Csernih fedezte fel 1979. augusztus 27-én.